# Grimoald II (książę Benewentu)
Grimoald II (ur. ? – zm. 680) – książę Benewentu w latach 677–680.
Był synem i następcą Romualda I. Prawdopodobnie rządy regentki w jego imieniu sprawowała jego matka Teodrada (lub Teuderata) córka Lupusa księcia Friuli. Jego trzyletnie rządy były spokojne. Paweł Diakon odnotowuje tylko jego ślub z Wigilindą córką króla Perctarita i jego śmierć. Następcą został jego brat Gisulf.